# 小川亜佐美
小川 亜佐美（おがわ あさみ、1955年10月31日 - ）は、新潟県出身の日本の女優・脚本家。日本脚本家連盟会員。
1977年に『OL官能日記 あァ!私の中で』で主演デビュー。その後も日活ロマンポルノの主力女優の一人として小沼勝、山本晋也、長谷部安春らの監督作品で主演を務めた他、助演としても多数の成人映画やテレビドラマに出演する。1980年代中盤には小川 あさ美名義で『ドラえもん』『オバケのQ太郎』などの子供向けアニメーションの脚本も執筆している。

## 主な作品

### 出演映画
- OL官能日記 あァ!私の中で（1977年 / 日活） - 主演
- 夢野久作の少女地獄（1977年 / 日活）
- 性と愛のコリーダ（1977年 / 日活）
- 修道女ルシア 辱す（1978年 / 日活）
- 襲う!（1978年 / 日活） - 主演
- 好色美容師 肉体の報酬（1979年 / 日活） - 主演
- 赤塚不二夫のギャグポルノ 気分を出してもう一度（1979年 / 日活） - 主演
- Mr.ジレンマン 色情狂い（1979年 / 日活）
- 堕靡泥の星 美少女狩り（1979年、日活）
- 肉の標的 奪う!（1979年 / 日活）
- 宇能鴻一郎のホテルメイド日記（1980年 / 日活）
- あそばれる女（1981年 / 日活）
- 女高生偽日記（1981年 / 日活）
- 団鬼六 少女木馬責め（1982年 / 日活）
- ゴールドフィンガー もう一度奥まで（1983年 / 日活）
- 竜二（1983年 / 東映セントラルフィルム）
- 団鬼六 修道女縄地獄（1984年 / 日活）
- ロリータ妻 微熱（1984年 / 日活）
- ビー・バップ・ハイスクール 高校与太郎狂騒曲（1987年 / 東映）
- 押繪と旅する男（1994年 / バンダイビジュアル）

### テレビドラマ
- ミラクルガール　第18話「水着美女・湖上の決戦」（1980年、東京12チャンネル） - 柳田冴子 役（小川亜沙美名義）
- 私鉄沿線97分署 第51話「もぐって調べて日替りメニュー!?」（1985年、テレビ朝日）

### 脚本作品
- ドラえもん（テレビ朝日）
- オバケのQ太郎（1985年 - 1987年、テレビ朝日）
- Bugってハニー（1986年 - 1987年、日本テレビ）